# Князев, Григорий Никифорович
Григорий Никифорович Князев (2 марта 1930 — 27 апреля 2011) — советский партийный и государственный деятель. Генерал-лейтенант внутренней службы (1976).

## Биография
Окончил Уральский политехникум (1950), техник-технолог; Уральский политехнический институт (1957), инженер-механик.
С 1950 г. — на заводе им. Воровского (г. Свердловск): конструктор технического отдела.
В 1952—1954 гг. — в Свердловском горкоме ВЛКСМ: инструктор, заведующий отделом, заместитель заведующего отделом; с 1954 г. — первый секретарь Сталинского (Кировского) райкома ВЛКСМ г. Свердловска; с 1958 г. — первый секретарь Свердловского горкома ВЛКСМ; с 1963 г. — второй секретарь Орджоникидзевского райкома КПСС г. Свердловска; с 1965 г. — заведующий отделом пропаганды и агитации Свердловского горкома КПСС; с 1967 г. — первый секретарь Кировского райкома КПСС г. Свердловска; с 1971 г. — секретарь Свердловского горкома КПСС; с 1974 г. — заведующий отделом административных органов Свердловского обкома КПСС.
В 1976—1986 гг. — начальник УВД Свердловского облисполкома; в 1986—1990 гг. — министр внутренних дел Казахской ССР; в 1990—1994 гг. — начальник высшей школы МВД (переименована в Екатеринбургскую высшую школу МВД РСФСР).
Внес вклад во внедрение новой техники и технологии на предприятиях Орджоникидзевского и Кировского районов г. Свердловска, в строительство жилья, объектов соцкультбыта, многопрофильной больницы № 7 в г. Свердловске, больниц и поликлиник на территории Свердловской области. За разработку проекта и строительство в Свердловске Дворца молодежи удостоен премии Совета Министров СССР. Под его руководством в Свердловской области построено здание информационного центра областного УВД, велось строительство зданий отделов внутренних дел, биатлонный комплекс «Динамо», жилья для работников МВД, ведомственных детских садов.
Лауреат премии Совета Министров СССР (1974). Награждён орденами Трудового Красного Знамени (1971, 1976), Дружбы народов (1981), медалями.
Скончался 27 апреля 2011 года в Екатеринбурге. Похоронен на почетной секции Широкореченского кладбища.